# Jinjer
A 'Jinjer (ejtsd: mint a "ginger" szót, IPA: ˈdʒɪndʒər) ukrán metalcore/progresszív metal/ djent együttes, amely 2009-ben alakult Doneckben. Jelenleg egyik alapító tag sem szerepel a zenekarban; megalakulásuk hivatalos évének 2010-et tartják, amikor Tatiana Shmailyuk énekes és Roman Ibramkhalilov gitáros csatlakozott az együtteshez.

## Története
Alapító tagjai Maksym Fatullaiev énekes, Dmitriy Oksen gitáros és Vyacheslav Okhrimenko dobos. Ez a felállás jelentette meg a négy dalt tartalmazó "Objects in Mirror Are Closer Than They Appear" című EP-jüket. 2010-ben Fatullaiev helyére Tatiana Shmailyuk került, illetve Roman Ibramkhalilov csatlakozott a zenekarhoz. 2011-ben új taggal bővült az együttes, Eugene Abdukhanov személyében, míg Okhrimenko helyére Oleksandr Koziychuk került.
Ez a felállás rögzítette a 2012-es "Inhale, Do Not Breathe" című EP-t. Ezt követően turnézni kezdtek.
Első nagylemezük 2014-ben jelent meg, ekkor új dobos is csatlakozott az együtteshez, Yevhen Mantulin személyében. Az album a Napalm Records gondozásában jelent meg. Dmitry Olsen 2015-ben kilépett az együttesből.
2016-ban jelent meg második nagylemezük. A lemezen található "Pisces" és "I Speak Astronomy" című dalok sikeresek lettek a YouTube-on. 
A Metal Hammer magazin a "Pisces" című dalukat a 74. helyre sorolta a "21. század legjobb metal dalai" listáján. Ezután Vladislav Ulasevich csatlakozott hozzájuk, így kialakult a stabil felállás.
2018 februárjában újból kiadták a 2014-es nagylemezüket. Ezen év szeptemberében felkerültek a Billboard magazin "Next Big Sound" listájára. 2019-ben kiadtak egy öt dalból álló EP-t.
Harmadik nagylemezük 2019 októberében jelent meg. Ezen a lemezen a reggae és a progresszív rock stílusok hatásai is hallhatóak. A Loudwire 2019 ötven legjobb metal albuma közé sorolta. 2020 novemberében kiadtak egy koncertalbumot. 2021 márciusában visszatértek a Kijevben található Kaska stúdióba, és 2021. augusztus 27.-én megjelent a negyedik stúdióalbumuk.

## Tagok
- Tatiana "Tati"[21] Shmailyuk – ének (2009–)
- Roman Ibramkhalilov – gitár (2010–)
- Eugene Abdukhanov – basszusgitár (2011–)
- Vladislav "Vladi" Ulasevich[22] – dob (2016–)

## Korábbi tagok
- Maksym Fatullaiev – ének (2009)
- Vyacheslav Okhrimenko – dob (2009–2011)
- Oleksandr Koziychuk – dob (2011–2013)
- Yevhen Mantulin – dob (2013–2014)
- Dmitriy Oksen – ritmusgitár (2009–2015)
- Dmitriy Kim – dob (2014–2016)

## Diszkográfia
Stúdióalbumok
- Cloud Factory (2014, 2018-ban újból kiadták)
- King of Everything (2016)
- Macro (2019)
- Wallflowers (2021)

EP-k
- Objects in Mirror Are Closer than They Appear (2009)
- Inhale, Do Not Breathe (2012, 2013-ban újból kiadták)
- Micro (2019)

Koncert albumok
- Alive in Melbourne (2020)